# An Acoustic Night at the Theatre
An Acoustic Night at the Theatre je záznam koncertu od nizozemské kapely Within Temptation vydaný v roce 2009.

## Seznam skladeb
1. „Towards the End (LIVE Acoustic)“ – 3:28
2. „Stand My Ground (LIVE Acoustic)“ – 3:53
3. „Caged (LIVE Acoustic)“ – 5:19
4. „All I Need (LIVE Acoustic)“ – 5:20
5. „Frozen (LIVE Acoustic)“ – 4:31
6. „Somewhere (feat. Anneke van Giersbergen LIVE Acoustic)“ – 4:19
7. „The Cross (LIVE Acoustic)“ – 4:57
8. „Pale (LIVE Acoustic)“ – 5:08
9. „What Have You Done (feat. Keith Caputo LIVE Acoustic)“ – 4:33
10. „Memories (LIVE Acoustic)“ – 4:00
11. „Forgiven (LIVE Acoustic)“ – 4:47
12. „Utopia (feat. Chris Jones)“ – 3:50 Expandovaná limitovaná edice 2022 bonusové skladby:
13. „Utopia (Demo)“ – 4:31
14. „Ice Queen (LIVE Acoustic)“
15. „Never-ending Story (LIVE Acoustic)“